# Lambidou
Lambidou è un comune rurale del Mali facente parte del circondario di Diéma, nella regione di Kayes.
Il comune è composto da 4 nuclei abitati:
- Kary
- Koumarenga
- Lambidou
- Singoné